# Buzz Monkey Software
Buzz Monkey Software est une entreprise américaine de développement de jeux vidéo basée à Eugene en Oregon. Le studio a été fondé en 2001 par quatre anciens employés de Dynamix.

## Historique
En mai 2012, Buzz Monkey employait environ 55 développeurs à temps plein.
Le 4 juin 2012, le studio est racheté par Zynga et renommé Zynga Eugène.

## Jeux
- 2002 : Lilo & Stitch Pinball (PC)
- 2002 : Witchblade: The Game (PC)
- 2003 : Outlaw Golf (PlayStation 2)
- 2004 : Outlaw Volleyball (PlayStation 2)
- 2006 : NFL Street 3 (PlayStation 2, PlayStation Portable)
- 2006 : Tomb Raider: Legend (PlayStation Portable)
- 2007 : Tomb Raider: Anniversary (PlayStation 2, PlayStation Portable, Xbox 360, Wii)
- 2008 : Tomb Raider: Underworld (PlayStation 2, Wii)
- 2009 : Tony Hawk: Ride (Wii)
- 2010 : Army of Two : Le 40ème jour (PSP)
- 2010 : ESPNU College Town (Facebook)
- 2010 : Tony Hawk: Shred (Wii)
- 2011 : Block Rogue (iPhone/iPad)
- 2011 : The Tomb Raider Trilogy (PS3)
- 2011 : Fluid Monkey (iPhone/iPad)
- 2012 : Rinth Island (iPhone/iPad)